# Cheilothela
Cheilothela là một chi rêu trong họ Ditrichaceae.